# Lijst van beelden in Steenwijkerland
Dit is een (onvolledige) chronologische lijst van beelden in Steenwijkerland. Onder een beeld wordt hier verstaan elk driedimensionaal kunstwerk in de openbare ruimte van de Nederlandse gemeente Steenwijkerland, waarbij beeld wordt gebruikt als verzamelbegrip voor sculpturen, standbeelden, installaties, gedenktekens en overige beeldhouwwerken.
Voor een volledig overzicht van de beschikbare afbeeldingen zie: Beelden in Steenwijkerland op Wikimedia Commons.
| Geplaatst | Omschrijving                                               | Kunstenaar                   | Straat                                 | Plaats          | Materiaal                       |  |
| --------- | ---------------------------------------------------------- | ---------------------------- | -------------------------------------- | --------------- | ------------------------------- |  |
| 1939      | Burgemeester Bultenbank                                    | Mannes Meijerink             | Wortelmarkt                            | Blokzijl        | baksteen met natuursteen        |  |
| 1940      | Goeman Borgesiusbank                                       |                              | Goeman Borgesiusstraat                 | Steenwijk       | baksteen met natuursteen        |  |
| 1948      | Oorlogsmonument                                            | Hildo Krop                   | Bij Rams Woerthe                       | Steenwijk       | brons                           |  |
| 1958      | Gevelplastiek                                              | Henk Tieman                  | Burgemeester Goeman Borgesiusstraat    | Steenwijk       | keramiek                        |  |
| 1960      | J.C. Bloem                                                 | Titus Leeser                 | Binnenweg (nabij het kerkhof)          | Paasloo         | brons                           |  |
| 1967      | Jona en de walvis                                          | Nic Jonk                     | Eesveenseweg/Middenweg                 | Steenwijk       | brons                           |  |
| 1972      | 300 jaar Blokzijl                                          | onbekend                     | bij de sluis                           | Blokzijl        | steen                           |  |
| 1973      | Zonder titel                                               | Ger van Iersel               | Stationsplein                          | Steenwijk       | roestvast staal                 |  |
| 1980      | De lastdraagster                                           | Henny Zandjans               | Hoofdstraat                            | Oldemarkt       | brons                           |  |
| 1988      | Blokzijl levend monument 1588-1988                         |                              | Brouwerstraat/Domineeswal              | Blokzijl        | steen                           |  |
| 1989      | Kaatje bij de sluis                                        | Hans Bayens                  | Brouwerstraat/Domineeswal              | Blokzijl        | brons                           |  |
| 1992      | Monument voor milieu en toerisme                           | Jan Wolkers                  | Blauwe Handse Weg                      | Westeinde       | glas                            |  |
| 1992      | Prometheus (mythologie)                                    | Frank Letterie               | Matthijs Kiersstraat, hoek /ter Maeth  | Steenwijk       | brons                           |  |
| 1997      | Zonder titel                                               | Hessel Kikstra               | Kerkbuurt                              | Blankenham      | Roestvast staal                 |  |
| 1999      | Plaquette van Diederick Sonoy                              | Hans van Coevorden           | Kerkstraat                             | Blokzijl        | steen                           |  |
| 1999      | De Zulversnurre                                            | Jan Krikke                   | Binnenpad                              | Giethoorn       | brons                           |  |
| 2000      | Durgerdammer vissers                                       | Henny Zandjans               | Bij de Grote Kerk                      | Vollenhove      | brons                           |  |
| 2000      | Hendrik Maat                                               | Jan Krikke                   | Bij 't Olde Maat Uus aan het Binnenpad | Giethoorn       | brons                           |  |
| 2000      | Fanfare                                                    | Pépé Grégoire                | Binnenpad/Vermaningspad                | Giethoorn       | brons                           |  |
| 2000      | De kunstschilder                                           | Jan Krikke                   | Zuiderpad                              | Giethoorn       | brons                           |  |
| 2000      | De droomster                                               | Riet Bloem                   | Binnenpad                              | Giethoorn       | brons                           |  |
| 2000      | De Gieterse vaarboer                                       | Jan Krikke                   | Zuiderpad                              | Giethoorn       | brons                           |  |
| 2000      | Waterjuffers                                               | Jan Krikke                   | Zuiderpad                              | Giethoorn       | brons                           |  |
| 2001      | De botterkopers                                            | Carla Wiersma-van den Brandt | Marktplein                             | Oldemarkt       | brons                           |  |
| 2001      | Verleden, heden en toekomst                                | Ruurd Hallema                | Horstweg/Binnenweg                     | Paasloo         | brons                           |  |
| 2001      | De Golf                                                    | Jon Gardella                 | Wetering Oost (bij brug Rietweg)       | Wetering        | brons                           |  |
| 2001      | Waterput                                                   | Hanneke Pereboom             | Hoofdstraat                            | Ossenzijl       | brons                           |  |
| 2001      | In de Ribben                                               | Frits Stoop en Alie Jager    | Zuiderzeeroute                         | Kalenberg       | brons                           |  |
| 2001      | Kokmeeuwen                                                 | Evert den Hartog             | Kerkbuurt/Hammerdijk                   | Blankenham      | Hout en brons                   |  |
| 2001      | Houten palen met kogge (schip in het wapen van Blankenham) | Evert den Hartog             | Kerkbuurt                              | Blankenham      | Hout en metaal                  |  |
| 2003      | De Gieterse daansers                                       | Jan Krikke                   | Binnenpad                              | Giethoorn       | brons                           |  |
| 2003      | Johan van den Kornput                                      | Hans Kuyper                  | Oosterpoort                            | Steenwijk       | brons                           |  |
| 2004      | De melkvaarder                                             | Hans Mes                     | Kerklaan t/o Schutsloterpad            | Belt-Schutsloot | staal                           |  |
| 2005      | Klokkenluidster                                            | Gosse Dam                    | Bij de Grote Kerk                      | Steenwijk       | brons                           |  |
| 2005      | Joods Monument                                             | Jan van Rossum               | Gasthuisstraat                         | Steenwijk       | Hardsteen, brons, gele klinkers |  |
| 2008      | Albert Mol                                                 | Wim Kuijl                    | Binnenpad                              | Giethoorn       | brons                           |  |
| 2008      | De baggeraar                                               | Janno Petter                 | Dwarsgracht                            | Dwarsgracht     | brons                           |  |
| 2013      | Voor de wind (naar Mahatma Gandhi)                         | Frits Stoop                  | Bierkade                               | Blokzijl        | brons                           |  |
| 2023      | Borstbeeld Prins Maurits van Oranje                        | Herma Schellingerhoudt       | Zeedijk bij 2 / havenkolk              | Blokzijl        | brons                           |  |
|           | Oorlogsmonument                                            |                              | Oldruitenborgh                         | Vollenhove      | steen                           |  |
|           | Van Karnebeekmonument                                      |                              | Van Karnebeeklaan                      | Steenwijk       | steen                           |  |
|           | Het Inspiratiepad (een van de zeven delen)                 |                              | nabij Fredeshiem                       | De Bult         | gezandstraald glas              |  |
|           | onbekend                                                   | onbekend                     | Kerkstraat bij Gasthuiskapel           | Vollenhove      | cortenstaal                     |  |